# Departamento de Libertador General San Martín (kommun i Chaco)
Departamento de Libertador General San Martín är en kommun i Argentina.   Den ligger i provinsen Chaco, i den nordöstra delen av landet, 900 km norr om huvudstaden Buenos Aires.
Omgivningarna runt Departamento de Libertador General San Martín är huvudsakligen savann. Runt Departamento de Libertador General San Martín är det glesbefolkat, med 8 invånare per kvadratkilometer.